# Ренато Бицозеро
Ренато Бицозеро (7. септембар 1912 – 10. новембар 1994)  био је швајцарски фудбалски голман који је био неискоришћени члан репрезентације Швајцарске на Светском првенству у фудбалу 1934. и 1938. године. Иако је одиграо деветнаест утакмица, Лугано га је користио само као резервног голмана.